# Kollator
Der Kollator  ist der "Pfründeinhaber" eines Altars. Er erhält als Lohn für seine Dienste (z. B. als Geistlicher) vom Eigentümer des Altars seine Pfründe und wird damit zum Kollator dieses Altars.
Im Frühmittelalter, zur Zeit der Eigenkirche, wurden Kirchen nicht nur von der katholischen Kirche als Träger, sondern auch häufig von Gläubigen als eigene Kirche erbaut. Für diese Eigenkirche musste vom Eigentümer ein Geistlicher eingestellt oder für eine bestimmte Zeit geliehen werden, da das Bistum bzw. der Bischof nicht automatisch alle in seinem Gebiet liegende Kirchen mit Geistlichen ausstattete. Dieser Geistliche wurde vom Eigentümer der Kirche finanziert durch die Einkünfte, die durch diese Kirche (den dortigen Altar) erwirtschaftet wurden. Dazu zählten Spenden, das Abhalten von Messen, Totenfeiern usw. Der Lohn (die Pfründe) kam dem Kollator (dem Geistlichen) als Einkommen für die Zeit seines Dienstes zu. Wurde ein Geistlicher zum Beispiel von einem Kloster mit der Betreuung der Eigenkirche betraut, so bekam der Abt die entsprechende Pfründe. Das gesicherte Einkommen eines Altars konnte auch verkauft werden. Dadurch kamen auch Nicht-Geistliche an die Pfründen einer Kirche und wurden somit zu Kollatoren.